# Conilurus albipes
Conilurus albipes és una espècie extinta de rosegador, que originalment vivia en zones boscoses entre Adelaida i Sydney, però més endavant quedà restringida al sud-est d'Austràlia. Aquest animal de la mida d'un gató era un dels rosegadors nadius d'Austràlia més grossos. Era nocturn i vivia als arbres.